# Gelstoft
Gelstoft er en gruppe landejendomme langs Sydvejen nord for Gels Å, vest for Sekundærrute 449. Det var tidligere et landsbyejerlav og lå i Gram Sogn og Gram Herred under Haderslev Amt. I 1604 var der i Gelstoft 3 gårde. Senere i 1600-tallet nedlægges gårdene, og der dannes en større adelig avlsgård. 
Der er bevaret 3 gamle kort for Gelstoft. De er dog alle fra 1792 og fremstillet til udparcelleringen af hovedgården, der ifølge det ene kort finder sted 1795. To af kortene har navneliste med de interessenter fra ejerlavene Arnum og Stensbæk, der har fået andel i jorderne i Gelstoft. 
Efter 1867 indgår Gelstoft i den prøjsiske landkommune Tiset og dens Gemarkung (kortdistrikt/matrikulært ejerlav), hvor Gelstoft er på katasterkortblad 11-13. Selve gården Gelstoft blev 1895 købt af Højrup og Spandet kommuner og indrettet til fattiggård. 1903 overføres så det gamle Gelstoft fra Tiset til Højrup kommune og Hviding Herred under Tønder Amt. Dermed også til Gemarkung Højrup og kortbladsnumrene for Gelstoft ændres til 21-23. På det lave målebordsblad 1931 står stadig Fattiggård. 

## Eksterne kilder og henvisninger
- J.P. Trap 5, X, 2, 566 og 568 med kort 1792 for Gelstoft, katasterkort og Lave Målebordsblad D20L3806.

|  | Denne artikel om lokaliteten Gelstoft kan blive bedre, hvis der indsættes et (bedre) billede. Du kan hjælpe ved at afsøge Wikimedia Commons for et passende billede eller lægge et op på Wikimedia Commons med en af de tilladte licenser og indsætte det i artiklen. |

55°14′9.16″N 9°1′48.28″Ø / 55.2358778°N 9.0300778°Ø